# Ракитино (Ленинградская область)
Раки́тино — деревня в Гатчинском муниципальном округе Ленинградской области.

## История
РАКИТНО — деревня, число жителей по X-ой ревизии 1857 года: 24 м. п., 20 ж. п.

Согласно подворной описи 1882 года:

РАКИТНО — деревня Слудицкого общества Глебовской волости
  
домов — 19, душевых наделов — 23,  семей — 9, число жителей — 26 м. п., 28 ж. п.; разряд крестьян — собственники

Согласно материалам по статистике народного хозяйства Лужского уезда 1891 года имение при селениях Слудицы, Савкино, Ракитино и Княжчино площадью 10 676 десятин принадлежало князю П. П. Голицыну, имение было приобретено до 1868 года.
В конце XIX века — начале XX века деревня административно относилась к Глебовской волости 1-го стана Лужского уезда Санкт-Петербургской губернии.
Согласно военно-топографической карте Петроградской и Новгородской губерний издания 1915 года деревня называлась Ракитинка и насчитывала 7 крестьянских дворов.
Согласно данным переписи населения СССР 1926 года в деревне Ракитно Новинского сельсовета Глебовской волости Троцкого уезда проживали 98 человек, большинство русские.
В 1928 году население деревни составляло 109 человек.

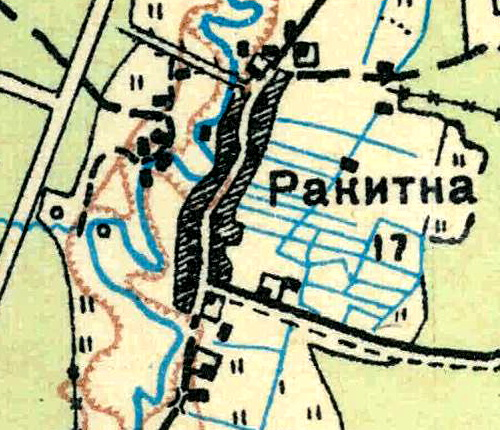
План деревни Ракитино 1931 год

Согласно топографической карте 1931 года деревня называлась Ракитна и насчитывала 17 дворов. 
По данным 1933 года деревня Ракитино входила в состав Новинского сельсовета Оредежского района.
C 1 августа 1941 года по 31 января 1944 года находилась в оккупации. 
В 1965 году население деревни составляло 17 человек.
По данным 1966, 1973 и 1990 годов деревня Ракитино входила в состав Новинского сельсовета Гатчинского района.
В 1997 году в деревне проживал 1 человек, в 2002 и 2007 годах постоянного населения не было.

## География
Деревня расположена в юго-восточной части района к северу от автодороги 41К-105 (Мины — Новинка).
Расстояние до административного центра поселения, посёлка городского типа Вырица — 61 км.
Деревня находится к северо-западу от станции Новинка. Расстояние до ближайшей железнодорожной станции Новинка — 4 км.

## Демография
| 2007 | 2010 | 2017 |
| ---- | ---- | ---- |
| 0    | ↗4   | ↗6   |

### Национальный состав
Согласно данным Всероссийской переписи населения 2021 года в деревне проживали 24 человека, все русские.